# Буляк (Стерлібашевський район)
Буля́к (рос. Буляк, башк. Бүләк) — присілок у складі Стерлібашевського району Башкортостану, Росія. Входить до складу Сарайсінської сільської ради.
Населення — 33 особи (2010; 45 в 2002).
Національний склад:
- башкири — 100%